# Liste der argentinischen Botschafter in Südafrika
Die Liste der argentinischen Botschafter in Südafrika verzeichnet die akkreditierten argentinischen Diplomaten in Südafrika von 1898 bis heute (2012).

## Geschichte
Am 2. Februar 1825 unterzeichneten Vertreter des Burenstaates Südafrikanische Republik und Vertreter
der Vereinigten Provinzen des Rio de la Plata in Buenos Aires einen Vertrag über Freundschaft, Handel und Schifffahrt.
| Ernannt / Akkreditiert | Name                                        | Bemerkungen | ernannt während der Regierung von | akkreditiert bei            | Posten verlassen |
| ---------------------- | ------------------------------------------- | --- | --------------------------------- | --------------------------- | ---------------- |
| 13. Sep. 1898          | Ernesto Storni                              | [ 1 ] | José Figueroa Alcorta             | Louis Botha                 | 1903             |
| 1907                   |                                             | Konsulat in Kapstadt | José Figueroa Alcorta             | Louis Botha                 |                  |
| 1920                   | W. MacCarthy                                | Generalkonsul in Kapstadt Adlopho S. Scilingo | Hipólito Yrigoyen                 | Jan Christiaan Smuts        | 1924             |
| 1921                   | Ferrucio Zileri (*1863 - )                  | Generalkonsul | Hipólito Yrigoyen                 | Jan Christiaan Smuts        |                  |
| 1924                   | José Mujla Linares                          | Generalkonsul in Kapstadt | Marcelo Torcuato de Alvear        | Jan Christiaan Smuts        |                  |
| 1941                   | Alberto Guridi Bazerque                     | | Roberto María Ortiz               | Jan Christiaan Smuts        |                  |
| 1947                   | Juan Bautista de Lemoine                    | Generalkonsul in Kapstadt | Juan Perón                        | Jan Christiaan Smuts        |                  |
| 10. Sep. 1947          |                                             | Durch einen diplomatischen Notenwechsel der Vertreter beider Regierungen in Washington, D. C. Oscar Ivanissevich am 10. September 1947 wurden die diplomatischen Beziehungen aufgenommen. | Juan Perón                        | Jan Christiaan Smuts        |                  |
| 3. Aug. 1950           |                                             | Durch das Gesetz 13912-M-5 vom 3. August 1950 wurde die Gesandtschaft geschaffen. | Juan Perón                        | Daniel François Malan       |                  |
| 3. Aug. 1950           | Julia E. Basso de Novitzky                  | argentinischer Konsul in Kapstadt | Juan Perón                        | Daniel François Malan       |                  |
| 1954                   | Juan-José Gonzalez Arigós                   | | Juan Perón                        | Johannes Gerhardus Strijdom |                  |
| 1956                   | Manuel Ángel Viale Paz                      | | Eduardo Lonardi                   | Johannes Gerhardus Strijdom | 1957             |
| 1960                   | Jacinto Sánchez Santamaría                  | Ministre plénipotentiaire | Arturo Frondizi                   | Hendrik Frensch Verwoerd    |                  |
| 25. Juni 1962          | Luis Santiago Luti                          | Botschafter in Kapstadt | Arturo Frondizi                   | Hendrik Frensch Verwoerd    | 1963             |
| 1964                   | José María Garcia Alvarez de Toledo Gowland | | Arturo Umberto Illia              | Charles Robberts Swart      | 1966             |
| 1966                   | Enrique Juan Loncán Estrugamou              | | Juan Carlos Onganía               | Jacobus Johannes Fouché     | 1970             |
| 1970                   | Federico del Solar Dorrego                  | Die Besatzung der Fregatte Libertad besuchte Kapstadt | Roberto Marcelo Levingston        | Jacobus Johannes Fouché     |                  |
| 1971                   |                                             | Mit dem Dekret 1057/71 wurde ein Wirtschaftsrat geschaffen, der der Botschaft unterstellt war.                                                                                            | Alejandro Agustín Lanusse         | Jacobus Johannes Fouché     |                  |
| 1974                   | Abberufung des Botschafters                 | | Isabel Martínez de Perón          | Jacobus Johannes Fouché     |                  |
| 1974                   | Carlos Fijando                              | Geschäftsträger | Isabel Martínez de Perón          | Jacobus Johannes Fouché     |                  |
| 12. Aug. 1985          | Horacio Ricardo Basso                       | Nachdem der Geschäftsträger abgezogen war, wurde der Konsul höchster Vertreter. | Raúl Alfonsín                     | Pieter Willem Botha         | 1988             |
| 1991                   | Hugo Porta                                  | | Carlos Menem                      | Frederik Willem de Klerk    | 1995             |
| 23. Okt. 1997          | Pedro Herrera                               | [ 2 ] | Carlos Menem                      | Nelson Mandela              |                  |
| 15. Mai 1998           |                                             | | Carlos Menem                      | Nelson Mandela              |                  |
| 2001                   | Roberto Magnacca                            | [ 3 ] | Ramón Puerta                      | Thabo Mbeki                 | 2004             |
| 2006                   | Carlos Sersale di Cerisano                  | | Néstor Kirchner                   | Thabo Mbeki                 |                  |